# Robert Cowie
Robert Cowie (* 3. November 1967 in Willowdale, Ontario) ist ein ehemaliger kanadischer Eishockeyspieler, der unter anderem für die Los Angeles Kings in der National Hockey League und die Eisbären Berlin in der Deutschen Eishockey Liga spielte. Er agierte auf der Position des Verteidigers.

## Karriere
Cowie begann seine Karriere in der Collegemannschaft bei den Northeastern University Huskies in der National Collegiate Athletic Association, für die er insgesamt vier Spielzeiten auf das Eis ging. In diesen Jahren schoss er 46 Tore und bereitete 96 vor. Damit war er mit 142 Scorerpunkten in 139 Spielen der zweitbeste Scorer des Teams. Seine Leistungen brachten ihm drei Nominierungen für die All-Star-Teams der Hockey East und NCAA ein.
Nach dem College unterschrieb der Verteidiger bei den Winnipeg Jets, kam allerdings nur in deren Farmteam – den Moncton Hawks – in der American Hockey League zum Einsatz. 1993 wurde er von den Springfield Indians verpflichtet und wurde dort dank seiner 74 Scorerpunkte für das All-Star Game nominiert. In der darauf folgenden Spielzeit unterzeichnete Cowie einen Vertrag mit den Los Angeles Kings, für die er zwischen der Saison 1994/95 und 1995/96 78 Spiele bestritt und dabei 19 Scorerpunkte verbuchen konnte. Darüber hinaus wurde er in den Minor Leagues im Team der Phoenix Roadrunners aus der International Hockey League eingesetzt.
Nach einer Saison in der Nationalliga A wechselte er 1997 in die Deutsche Eishockey Liga zu den Eisbären Berlin. Dort spielte er sich zu einem Leistungsträger auf, wurde in den insgesamt vier Jahren jeweils punktbester teaminterner Verteidiger und besaß maßgeblichen Anteil am erfolgreichen Abschneiden des Hauptstadtclubs.
Zur Saison 2001/02 wechselte er zum finnischen Spitzenclub Jokerit in die SM-liiga und später zum EV Zug in die Schweiz. Seine letzte Station als aktiver Eishockeyspieler war der HC Milano Vipers aus der italienischen Serie A, für die Cowie bis 2004 spielte. Nach der Meisterschaft beendete der Verteidiger seine Karriere und kehrte in seine nordamerikanische Heimat zurück.
Seither arbeitet er als Scout, zunächst für die New York Islanders, später für die Toronto Maple Leafs.

## Erfolge und Auszeichnungen
| - 1988 Lamoriello-Trophy-Gewinn mit der Northeastern University - 1989 Hockey East Second All-Star Team - 1990 Hockey East First All-Star Team - 1990 Hockey East All-Academic Team - 1990 NCAA East First All-American Team - 1991 Hockey East Second All-Star Team | - 1994 AHL Second All-Star Team - 1996 Spengler-Cup-Gewinn mit dem Team Canada - 1998 Teilnahme am DEL All-Star Game - 2003 Italienischer Meister mit den HC Milano Vipers - 2004 Italienischer Meister mit den HC Milano Vipers |

## Karrierestatistik
(Legende zur Spielerstatistik: Sp oder GP = absolvierte Spiele; T oder G = erzielte Tore; V oder A = erzielte Assists; Pkt oder Pts = erzielte Scorerpunkte; SM oder PIM = erhaltene Strafminuten; +/− = Plus/Minus-Bilanz; PP = erzielte Überzahltore; SH = erzielte Unterzahltore; GW = erzielte Siegtore; 1 Play-downs/Relegation; Kursiv: Statistik nicht vollständig)